# الميازيب (حبيش)

تعديل مصدري - تعديل

الميازيب محلة تابعة لقرية الصناعى، التابعة لعزلة بني شبيب بمديرية حبيش إحدى مديريات محافظة إب في الجمهورية اليمنية، بلغ تعداد سكانها 49 حسب تعداد اليمن لعام 2004.